# Campeonato Mundial de Atletismo de 2007 - Decatlo masculino
O decatlo masculino no Campeonato Mundial de Atletismo de 2007 foi realizada nas ruas de Osaka, no Japão, nos dias 31 de agosto e 1 de setembro de 2007.

## Recordes
Antes desta competição, os recordes mundiais e do campeonato nesta prova eram os seguintes:
| Tipo                  | Atleta       | Pontos | Local    | Data                |
| --------------------- | ------------ | ------ | -------- | ------------------- |
|                       | Roman Šebrle | 9026   | Götzis   | 27 de maio de 2001  |
| Recorde do campeonato | Tomáš Dvorák | 8902   | Edmonton | 7 de agosto de 2001 |

## Medalhistas
| Ouro               | Prata               | Bronze               |
| Roman Šebrle (CZE) | Maurice Smith (JAM) | Dmitriy Karpov (KAZ) |

## Calendário
Todos os horários estão no horário local (UTC+9)
| Data          | Hora  | Evento                   |
| ------------- | ----- | ------------------------ |
| 31 de agosto  | 10:00 | 100 metros               |
| 31 de agosto  | 11:00 | Salto em distância       |
| 31 de agosto  | 13:00 | Arremesso de peso        |
| 31 de agosto  | 18:30 | Salto em altura          |
| 31 de agosto  | 21:25 | 400 metros               |
| 1 de setembro | 09:00 | 110 metros com barreiras |
| 1 de setembro | 10:00 | Lançamento do disco      |
| 1 de setembro | 13:00 | Salto com vara           |
| 1 de setembro | 19:00 | Lançamento de dardo      |
| 1 de setembro | 21:30 | 1500 metros              |

## Classificação final
A classificação final foi a seguinte.
| Pos.              | Atleta                 | Nacionalidade  | PG   | 100 m           | SD             | AP              | SA             | 400 m           | 110 m           | AD               | SV              | LD              | 1500 m              |
| ----------------- | ---------------------- | -------------- | ---- | --------------- | -------------- | --------------- | -------------- | --------------- | --------------- | ---------------- | --------------- | --------------- | ------------------- |
| Medalha de ouro   | Roman Šebrle           | Chéquia        | 8676 | 852 pts 11.04 s | 950 pts 7.56 m | 846 pts 15.92 m | 915 pts 2.12 m | 871 pts 48.80 s | 932 pts 14.33 s | 844 pts 48.75 m  | 849 pts 4.80 m  | 907 pts 71.18 m | 710 pts 4:35.32 min |
| Medalha de prata  | Maurice Smith          | Jamaica        | 8644 | 947 pts 10.62 s | 935 pts 7.50 m | 933 pts 17.32 m | 776 pts 1.97 m | 934 pts 47.48 s | 986 pts 13.91 s | 920 pts 52.36 m  | 849 pts 4.80 m  | 642 pts 53.61 m | 722 pts 4:33.52 min |
| Medalha de bronze | Dmitriy Karpov         | Cazaquistão    | 8586 | 929 pts 10.70 s | 859 pts 7.19 m | 856 pts 16.08 m | 859 pts 2.06 m | 936 pts 47.44 s | 971 pts 14.03 s | 849 pts 48.95 m  | 910 pts 5.00 m  | 735 pts 59.84 m | 682 pts 4:39.68 min |
| 4                 | Aleksey Drozdov        | Rússia         | 8475 | 867 pts 10.97 s | 874 pts 7.25 m | 882 pts 16.49 m | 915 pts 2.12 m | 815 pts 50.00 s | 879 pts 14.76 s | 8420 pts 48.62 m | 910 pts 5.00 m  | 791 pts 65.51 m | 700 pts 4:36.93 min |
| 5                 | André Niklaus          | Alemanha       | 8371 | 834 pts 11.12 s | 915 pts 7.42 m | 736 pts 14.12 m | 859 pts 2.06 m | 842 pts 49.40 s | 910 pts 14.51 s | 756 pts 44.48 m  | 1004 pts 5.30 m | 787 pts 63.28 m | 728 pts 4:32.50 min |
| 6                 | Aleksey Sysoyev        | Rússia         | 8357 | 906 pts 10.80 s | 816 pts 7.01 m | 861 pts 16.16 m | 831 pts 2.03 m | 889 pts 48.42 s | 900 pts 14.59 s | 865 pts 49.76 m  | 880 pts 4.90 m  | 704 pts 57.75 m | 705 pts 4:36.16 min |
| 7                 | Romain Barras          | França         | 8262 | 782 pts 11.36 s | 845 pts 7.13 m | 792 pts 15.03 m | 803 pts 2.00 m | 846 pts 49.32 s | 929 pts 14.36 s | 757 pts 44.51 m  | 910 pts 5.00 m  | 825 pts 65.74 m | 773 pts 4:25.75 min |
| 8                 | Yordanis García        | Cuba           | 8257 | 922 pts 10.73 s | 850 pts 7.15 m | 786 pts 14.94 m | 887 pts 2.09 m | 849 pts 49.25 s | 964 pts 14.08 s | 724 pts 42.91 m  | 819 pts 4.70 m  | 870 pts 68.74 m | 586 pts 4:55.42 min |
| 9                 | Arthur Abele           | Alemanha       | 8243 | 890 pts 10.87 s | 854 pts 7.17 m | 703 pts 13.58 m | 803 pts 2.00 m | 881 pts 48.58 s | 985 pts 13.92 s | 691 pts 41.28 m  | 819 pts 4.70 m  | 817 pts 65.24 m | 800 pts 4:21.69 min |
| 10                | Paul Terek             | Estados Unidos | 8120 | 872 pts 10.95 s | 876 pts 7.26 m | 778 pts 14.81 m | 803 pts 2.00 m | 845 pts 49.34 s | 837 pts 15.10 s | 763 pts 44.81 m  | 972 pts 5.20 m  | 677 pts 55.96 m | 697 4:37.38 min     |
| 11                | Hans van Alphen        | Bélgica        | 8034 | 836 pts 11.11 s | 898 pts 7.35 m | 769 pts 14.67 m | 696 pts 1.88 m | 884 pts 48.52 s | 878 pts 14.77 s | 752 pts 44.30 m  | 702 pts 4.30 m  | 824 pts 65.71 m | 795 pts 4:22.50 min |
| 12                | Attila Zsivoczky       | Hungria        | 8017 | 765 pts 11.44 s | 814 pts 7.00 m | 798 pts 15.13 m | 887 pts 2.09 m | 788 pts 50.58 s | 871 pts 14.82 s | 804 pts 46.80 m  | 849 pts 4.80 m  | 732 pts 59.63 m | 709 pts 4:35.55 min |
| 13                | Robert Jacob Arnold    | Estados Unidos | 8004 | 830 pts 11.14 s | 781 pts 6.86 m | 773 pts 14.73 m | 859 pts 2.06 m | 860 pts 49.02 s | 884 pts 14.72 s | 740 pts 43.70 m  | 941 pts 5.10 m  | 678 pts 56.01 m | 658 pts 4:43.58 min |
| 14                | Aliaksandr Parkhomenka | Bielorrússia   | 7984 | 797 pts 11.29 s | 795 pts 6.92 m | 850 pts 15.98 m | 749 pts 1.94 m | 762 pts 51.16 s | 858 pts 14.93 s | 764 pts 44.86 m  | 819 pts 4.70 m  | 876 pts 69.14 m | 714 pts 4:34.63 min |
| 15                | François Gourmet       | Bélgica        | 7974 | 935 pts 10.67 s | 850 pts 7.15 m | 712 pts 13.74 m | 670 pts 1.85 m | 910 pts 47.98 s | 847 pts 15.02 s | 662 pts 39.87 m  | 910 pts 5.00 m  | 704 pts 57.73 m | 774 pts 4:25.51 min |
| 16                | Andres Raja            | Estónia        | 7794 | 878 pts 10.92 s | 915 pts 7.42 m | 744 pts 14.26 m | 670 pts 1.85 m | 866 pts 48.89 s | 910 pts 14.51 s | 605 pts 37.07 m  | 819 pts 4.70 m  | 743 pts 60.34 m | 644 pts 4:45.83 min |
| 17                | Agustín Félix          | Espanha        | 7749 | 823 pts 11.17 s | 842 pts 7.12 m | 685 pts 13.29 m | 831 pts 2.03 m | 721 pts 52.08 s | 880 pts 14.75 s | 740 pts 43.67 m  | 910 pts 5.00 m  | 688 pts 56.69 m | 629 pts 4:48.27 min |
| 18                | Alberto Juantorena     | Cuba           | 7657 | 832 pts 11.13 s | 918 pts 7.43 m | 700 pts 13.54 m | 887 pts 2.09 m | 798 pts 50.37 s | 853 pts 14.97 s | 699 pts 41.69 m  | 6730 pts 4.20 m | 682 pts 56.28 m | 615 pts 4:50.69 min |
| 19                | Hiromasa Tanaka        | Japão          | 7629 | 850 pts 11.05 s | 762 pts 6.78 m | 602 pts 11.92 m | 696 pts 1.88 m | 881 pts 48.59 s | 787 pts 15.53 s | 698 pts 41.65 m  | 941 pts 5.10 m  | 732 pts 59.59 m | 680 pts 4:40.04 min |
| 20                | Josef Karas            | Chéquia        | 7625 | 835 pts 11.12 s | 920 pts 7.44 m | 681 pts 13.23 m | 749 pts 1.94 m | 787 pts 50.60 s | 829 pts 15.17 s | 779 pts 45.58 m  | 731 pts 4.40 m  | 578 pts 49.28 m | 737 pts 4:31.21 min |
| 21                | Kun-Woo Kim            | Coreia do Sul  | 7531 | 797 pts 11.29 s | 842 pts 7.12 m | 657 pts 12.83 m | 723 pts 1.91 m | 862 pts 48.99 s | 863 pts 14.89 s | 588 pts 36.23 m  | 849 pts 4.80 m  | 512 pts 44.79 m | 838 pts 4:16.16 min |
| 22                | Norman Müller          | Alemanha       | 7344 | 883 pts 10.90 s | 920 pts 7.44 m | 801 pts 15.18 m | 776 pts 1.97 m | 930 pts 47.58 s | 885 pts 14.71 s | 685 pts 40.99 m  | 0 pts NM        | 722 pts 58.93 m | 742 pts 4:30.38 min |
| 23                | Hans Olav Uldal        | Noruega        | 6698 | 814 pts 11.21 s | 797 pts 6.93 m | 707 pts 13.65 m | 644 pts 1.82 m | 783 pts 50.70 s | 8 pts 27.24 s   | 773 pts 45.31 m  | 760 pts 4.50 m  | 762 pts 61.63 m | 650 pts 4:44.91 min |
|                   | Hamdi Dhouibi          | Tunísia        | DNF  | 876 pts 10.93 s | 826 pts 7.05 m | 692 pts 13.40 m | 644 pts 1.82 m | 929 pts 47.59 s | 912 pts 14.49 s | 754 pts 44.37 m  | 819 pts 4.70 m  | —               | —                   |
|                   | Carlos Chinin          | Brasil         | DNF  | 899 pts 10.93 s | 876 pts 7.26 m | 650 pts 12.72 m | 831 pts 2.03 m | 900 pts 49.18 s | 911 pts 14.50 s | 625 pts 38.06 m  | No mark         | —               | —                   |
|                   | Tom Pappas             | Estados Unidos | DNF  | 870 pts 10.96 s | 920 pts 7.44 m | 870 pts 16.31 m | 831 pts 2.03 m | 851 pts 49.22 s | 869 pts 14.84 s | —                | —               | —               | —                   |
|                   | Bryan Clay             | Estados Unidos | DNF  | 989 pts 10.44 s | 972 pts 7.65 m | 821 pts 15.51 m | 776 pts 1.97 m | —               | —               | —                | —               | —               | —                   |
|                   | Eugene Martineau       | Países Baixos  | DNF  | 806 pts 11.25 s | 854 pts 7.13 m | 709 pts 13.69 m | 803 pts 2.00 m | 797 pts 50.38 s | —               | —                | —               | —               | —                   |
|                   | Vitaliy Smirnov        | Uzbequistão    | DNF  | 0 pts DNF       | —              | —               | —              | —               | —               | —                | —               | —               | —                   |
|                   | Andrei Krauchanka      | Bielorrússia   | DNF  | 0 pts DSQ       | 995 pts 7.58 m | —               | —              | —               | —               | —                | —               | —               | —                   |

Legenda
| Recorde mundial       | Recorde mundial (World record)               |                       | Recorde africano                      | Recorde africano (African) |                                           | Q | Classificado por posição (Qualified) |
| Recorde do campeonato | Recorde do campeonato (Championship record)  | Recorde da América    | Recorde da América (Americas)         | q                          | Classificado por melhor tempo (Qualified) |   |                                      |
| Melhor marca do ano   | Melhor marca do ano (World leading)          | Recorde asiático      | Recorde asiático (Asian)              | DNS                        | Não largou (Did not start)                |   |                                      |
| Recorde nacional      | Recorde nacional (National record)           | Recorde europeu       | Recorde europeu (European)            | DNF                        | Não terminou (Did not finish)             |   |                                      |
| Recorde pessoal       | Recorde pessoal do atleta (Personal best)    | Recorde da Oceania    | Recorde da Oceania (Oceania)          | DSQ / DQ                   | Desclassificado (Disqualified)            |   |                                      |
| Recorde da temporada  | Recorde da temporada do atleta (Season best) | Recorde sul-americano | Recorde sul-americano (South America) | NM                         | Sem marca (No mark)                       |   |                                      |